# جيرالد يونغ
جيرالد يونغ (بالإنجليزية: Gerald Young)‏ (1 أكتوبر 1936 في المملكة المتحدة - ) هو لاعب كرة قدم بريطاني في مركز قلب الدفاع. شارك مع منتخب إنجلترا لكرة القدم. أما مع النوادي، فقد لعب مع شيفيلد وينزداي.

## وصلات خارجية
- جيرالد يونغ على موقع قاعدة بيانات كرة القدم.إي يو (الإنجليزية)
- جيرالد يونغ على موقع ناشيونال فوتبول تيمز (الإنجليزية)